# Veolia Transport Belgium

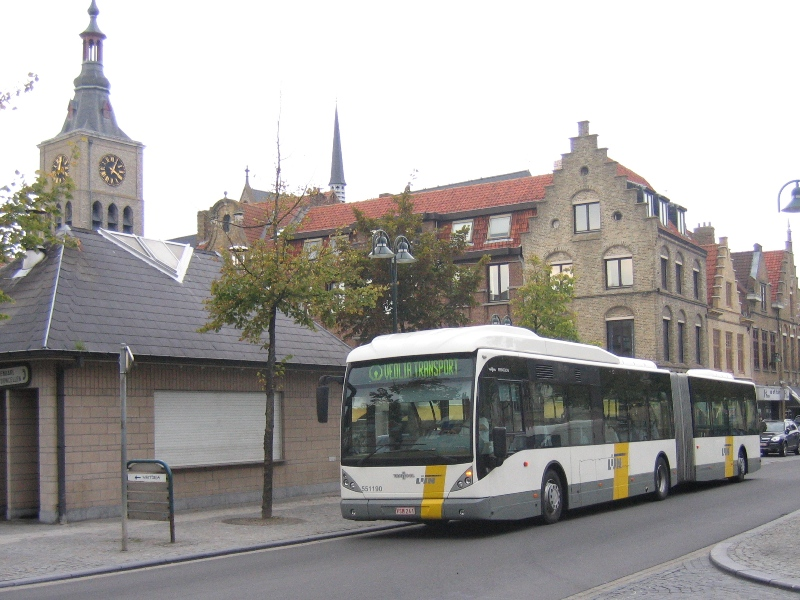
Bus van Veolia Transport in Diksmuide

Veolia Transport Belgium (voorheen: Connex Belgium) was een Belgisch vervoerbedrijf.
In 1995 nam het Zweedse vervoerbedrijf Linjebuss een buspachter in de provincie Antwerpen over. In de jaren daarna volgden meer overnames. In 1997 werd Linjebuss overgenomen door het Franse CGEA Transport. In 2000 werd de naam gewijzigd in Connex Belgium en in 2006 in Veolia Transport Belgium. Tot maart 2014 viel het bedrijf nog steeds onder de Zweedse tak van Veolia Transport (Veolia Transport Northern Europe AB).
Veolia Transport Belgium is voor De Lijn in alle Vlaamse provincies actief. In Wallonië heeft het bedrijf alleen TEC-exploitanten in Henegouwen. In 2012 bezat het bedrijf 680 bussen en waren er 1100 mensen in dienst. De omzet bedroeg 94 miljoen euro.
Veolia Transport Belgium is gevestigd in Antwerpen en wordt geleid door Luc Jullet.
Begin maart 2014 werd het bedrijf verkocht aan het Luxemburgse investeringsfonds Cube Infrastructure Fund en GIMV. De aandelen zijn respectievelijk verdeeld 51 en 49 procent. Met de verkoop werd de naam gewijzigd in Hansea. De onderhandelingen over een overname begonnen al in december 2013, maar pas in maart 2014 kwam een akkoord.